# Apremont-sur-Allier
Apremont-sur-Allier é uma comuna francesa na região administrativa do Centro, no departamento de Cher. Estende-se por uma área de 27,67 km². Em 2010 a comuna tinha 74 habitantes (densidade: 2,7 hab./km²).
Pertence à rede das As mais belas aldeias de França.